# Agylla florecilla
Agylla florecilla là một loài bướm đêm thuộc phân họ Arctiinae, họ Erebidae.